# Bernie Krigstein
Bernard Krigstein dit Bernie Krigstein (né le 22 mars 1919 à New York et mort le 8 janvier 1990) est un dessinateur de bande dessinée et un peintre américain. Il travailla entre autres pour EC Comics pour qui il réalisa avec le scénariste Al Feldstein La Grande Course, première bande dessinée à traiter de la Shoah.

## Biographie
Bernie Krigstein est le fils d'un juif biélorusse arrivé aux États-Unis en 1910. Il naît le 22 mars 1919 à New York dans le quartier de Brooklyn où il va suivre des études d'art à l'université de Brooklyn. Durant ses années d'études en art, il s'intéresse surtout à la peinture mais lorsqu'il quitte l'école c'est vers le monde des comics qu'il se dirige pour exercer son art. Auparavant il aura travaillé quelque temps dans une chapellerie Il travaille pour MLJ, dessine des couvertures de Pulp (magazine) tout en continuant à peindre des tableaux. Il se marie avec Natalie Horvitz dans les années 1940. En avril 1943, est publiée sa première bande dessinée All America wonders where the Nazi bombers... une aventure des Liberty lads publiée dans le comics Champ Comics no 25 des éditions Harvey. Il produira une seconde histoire pour cet éditeur Darts of Death publié dans le comics Hello Pal no 3 en mai 1943. Il cesse de travailler ce même mois car il est appelé sous les drapeaux. Une fois libéré de ses obligations militaires en 1946, il retrouve le chemin des comics et travaille pour plusieurs éditeurs (Charlton, Prize, Fawcett, Novelty Press, National comics), Cleland, Hillman, Ziff-Davis, Timely, Lev Gleason), sans se spécialiser dans un genre précis. Durant cette même période de l'après-guerre il a avec son épouse deux enfants. Le premier, né en 1946 meurt à 16 mois, le second est une fille, Cora, née en 1949. En 1951, avec d'autres dessinateurs dont George Evans, il cherche à créer un syndicat afin d'obtenir une couverture médicale financée par les maisons d'édition, le retour des planches aux artistes et l'instauration d'une paie minimum par page. En 1952, l'association voit le jour avec Krigstein comme président, Arthur Peddy vice-président, Harry Harrison secrétaire, Larry Woromay trésorier et cinq autres artistes comme membres du bureau (Ross Andru, Ernie Bache, John Celardo, Morrie Marcus et Bernard Sachs). Mais cette association ne parvient pas à mener ce combat, à la suite de dissensions internes et des menaces des éditeurs (dont Robert Kanigher, éditeur chez DC) et en 1953 elle cesse d'exister. Son implication dans la création de cette association amène les éditeurs à cesser d'appeler Krigstein pour lui demander des planches. Seuls les éditeurs d'EC Comics acceptent de travailler avec lui alors même qu'il est encore président de la SOCBI.
Bernie Krigstein entre chez EC Comics en 1953, où là encore il travaille dans plusieurs styles (horreur, science-fiction, aventures). Sa première histoire publiée est Derelict Ship dans le no 22 de Weird Fantasy (novembre-décembre 1953). Quand Bill Gaines, le président d'EC, arrête la publication de tous ses comics, Krigstein trouve du travail chez Atlas où il restera jusqu'en 1958, date à laquelle il s'arrête de travailler pour cette industrie. Il revient dessiner un dernier comics en 1962 pour Dell (Four Color 1309, intitulé 87Th Precinct et qui est une adaptation d'une série télévisée). Il travaille aussi comme illustrateur pour des couvertures de livres ou de disques et fournit des planches pour de magazines (Harpers,  American heritage). À partir de 1962 il enseigne à l'université d'art et design de New York où il restera 20 ans. Toute sa vie il peindra des tableaux jusqu'à sa mort le 8 janvier 1990.

## Publications en français
- « La Grande Course » (avec Al Feldstein), dans Horreur. Une anthologie en bandes dessinées, Williams, 1974.
- Sept histoire dans Les Meilleures histoires de suspense, Les Humanoïdes associés, coll. « Xanadu », 1983.
- « Tant qu'il y aura des mecs ! » (avec Harvey Kurtzman), dans Mad se paie une toile, Neptune, 1984.
- « La famille Illicoco » (avec Harvey Kurtzman), dans Les Bandes Décimées de Mad, Albin Michel, coll. « Spécial USA », 1985.
- « Regardez les oiseaux » (d'après Ray Bradbury), dans Monsieur Sourire, Albin Michel, coll. « Spécial USA », 1985.

## Prix et récompenses
- 1992 : Temple de la renommée Jack Kirby (à titre posthume)
- 2003 : Temple de la renommée Will Eisner (à titre posthume)[10].